# Turchányi Gyula
Turcsánykai Turchányi Gyula, Turchányi Gyula István László, névváltozat: Turcsányi (Pelyvás, 1831. június 27. (keresztelés) – Budapest, 1883. augusztus 26.) hírlapíró, honvéd főhadnagy. Turcsányi Olga, Elemér és Tihamér édesapja, Turchányi Gejza testvére.

## Életútja
Turchányi György és Novotha Mária fia. 1848 őszén önkéntes lett a 40., Trencsén megyei honvédzászlóaljnál. Ugyanitt őrmesterré lépett elő, majd 1849. július 7-től hadnagy volt a 48. zászlóaljban. Szerepelt a komáromi várőrség utolsó listájában. 1867-ben tagjává választotta a Pest városi Honvédegylet. Felesége 1859-től Horváth Anna.
Beszélyeket írt az Emich Nagy Naptárába (1860. Visegrád), a Nép Ujságába (1860), a Hölgyfutárba (1883), a Képes Családi Lapokba (1883) sat. Utóbb a Katholikus Család szerkesztője volt.

## Műve
- A dunavízhordó. 50 arany pályadíjat nyert eredeti népszínmű. Pest, 1866. (Először adatott 1863. febr. 17. Budán).

### Kéziratban
- A Szilveszter-éj, népszínmű 3 szak., öt képpel. (Először adatott Kassán 1865. dec. 31.).